# Wolfgang Marx (Psychologe)
Wolfgang Marx (* 20. Juni 1943 in Weidenau) ist ein deutscher Psychologe, emeritierter Professor an der Universität Zürich und Autor von Lyrik, Romanen und Essays.

## Leben und Werk
Wolfgang Marx studierte Psychologie, Philosophie und Humangenetik an der Christian-Albrechts-Universität zu Kiel und der Ludwig-Maximilians-Universität München; sein Diplom als Psychologe erhielt er 1968. Er promovierte 1972 in München mit einer Arbeit zur Computersimulation von Sprache zum Dr. phil. und habilitierte sich 1978. 1980 wurde Marx zum Professor an der Ludwig-Maximilians-Universität München berufen. Von 1994 bis zu seiner Emeritierung 2008 war Marx Professor an der Universität Zürich.
Für seinen Forschungsschwerpunkt der kognitiven Strukturen, insbesondere im Bereich der Repräsentation politischer Gegebenheiten, greift er methodisch vor allem auf das statistische Instrumentarium der nonmetrischen multidimensionalen Skalierung zurück.
Weitere Forschungsgebiete von Marx sind die subjektive Sicht auf Emotionen, ermittelt anhand subjektiv-semantischer Kriterien, und allgemein psychologische Semantik.
Seit er im Ruhestand ist, gilt das besondere Interesse von Wolfgang Marx der Literatur. Er hat unter anderem Beiträge in Kulturzeitschriften sowie Romane und Gedichte veröffentlicht.

## Veröffentlichungen

### Psychologische Fachbeiträge
- Computersimulation von Sprache – ein Beitrag zur Kommunikationsforschung. Ludwig-Maximilians-Universität München 1972 (Dissertation).
- mit Andreas Hejj: Subjektive Strukturen – Ergebnisse aus der Gedächtnis-, Sprach- und Einstellungsforschung. Hogrefe, Göttingen 1989, ISBN 978-3-8017-0334-9.
- mit Damian Läge: Der ideologische Ring. Hogrefe, Göttingen 1995, ISBN 978-3-8017-0622-7.
- als Herausgeber mit Alexander von Eye: Semantische Dimensionen. Verhaltenstheoretische  Konzepte  einer  psychologischen Semantik. Hogrefe, Göttingen 1984, ISBN 978-3-8017-0209-0.
- als Herausgeber: Verbales Gedächtnis und Informationsverarbeitung Forschungsberichte aus der Allgemeinen Psychologie. Hogrefe, Göttingen 1988, ISBN 978-3-8017-0306-6.
- als Herausgeber mit Brigitte Boothe und TheoWehner: Panne – Irrtum – Missgeschick. Die Psychopathologie des Alltagslebens in interdisziplinärer Perspektive. 2., erweiterte Auflage. Lengerich, Pabst Science Publishers, ISBN 978-3-95853-215-1.

### Essays und Belletristik
- Theorie der Wirklichkeit – Essays. Studienverlag, Innsbruck 2004, ISBN 978-3-7065-1955-7 (5., nochmals erweiterte Auflage 2007).
- Die Rückkehr des Grüns – Erzählungen und Fiktion. Studienverlag, Innsbruck 2007, ISBN 978-3-7065-4414-6.
- Der Standpunkt der Schafe. KaMeRu Verlag, Zürich 2012, ISBN 978-3-906739-86-1 (Roman).
- Der göttliche Marquis. KaMeRu Verlag, Zürich 2014, ISBN 978-3-906082-34-9 (Roman).
- Bewusstsein – Versuche über einen schlecht definierten Begriff. Königshausen & Neumann, Würzburg 2016, ISBN 978-3-8260-5878-3 (Essays).
- Am grauen Meer. KaMeRu Verlag, Zürich 2018, ISBN  978-3-906082-46-2 (Roman).
- Die fernste Ebene. KaMeRu Verlag, Zürich 2021, ISBN 978-3-906082-78-3 (Roman).
- Ein schwer zu glaubendes Gesicht. KaMeRu Verlag, Zürich 2022, ISBN 978-3-906082-87-5 (Gedichte).
- Herr Heidegger behorcht das Seyn – Essays. Arachne Verlag, Bonn 2025, ISBN 978-3-9826283-2-5.